# Hakea costata
Hakea costata är en tvåhjärtbladig växtart som beskrevs av Meissn.. Hakea costata ingår i släktet Hakea och familjen Proteaceae. Inga underarter finns listade i Catalogue of Life.